# Kap Hattersley-Smith
Kap Hattersley-Smith ist ein durch einen dreiseitigen Felsgipfel dominiertes Kap an der Black-Küste des Palmerlands auf der Antarktischen Halbinsel. Am südöstlichen Ende der Condor-Halbinsel liegt es 8 km südwestlich des Kap Knowles. 
Teilnehmer der United States Antarctic Service Expedition (1939–1941) fotografierten es am 30. Dezember 1940 aus der Luft. Der Falkland Islands Dependencies Survey nahm im November 1947 gemeinsam mit Wissenschaftlern der US-amerikanischen Ronne Antarctic Research Expedition (1947–1948) Vermessungen vor. Das Advisory Committee on Antarctic Names benannte es 1984 nach dem britischen Geologen und Glaziologen Geoffrey Francis Hattersley-Smith (1923–2012), der unter anderem von 1975 bis 1991 dem UK Antarctic Place-Names Committee angehörte.